# Franz Fürchtegott Böhme
Wilhelm Franz Fürchtegott Böhme (* 7. April 1856 in Riethnordhausen (bei Erfurt); † 20. Februar 1932 in Dresden) war ein deutscher Verwaltungsjurist, Politiker und Kirchenfunktionär. Er war 1910 bis 1927 Präsident des Evangelisch-Lutherischen Landeskonsistoriums Sachsen.

## Leben
Böhme war ein Sohn des Volksliedforschers Franz Magnus Böhme. Er studierte von 1874 bis 1878 Rechtswissenschaften an der Universität Leipzig. 1884 promovierte er zum Dr. jur. 1885 wurde er Bürgermeister von Meerane und von 1890 bis 1894 hatte er dieses Amt in Freiberg inne. 1891 wurde er Mitglied der Ersten Kammer des Sächsischen Landtags. 1895 war er Geheimer Regierungsrat im Kultusministerium des Königreichs Sachsen. 1910 wurde er Präsident des Evangelisch-Lutherischen Landeskonsistoriums Sachsen. 1915 verlieh ihm die Theologische Fakultät der Universität Leipzig die Ehrendoktorwürde.
Böhme wurde im Meltzerschen Erbbegräbnis in der IX. Abteilung des Neuen Johannisfriedhofs beerdigt.